# Campos Elíseos (Málaga)
Campos Elíseos es un barrio que pertenece al distrito Centro de la ciudad andaluza de Málaga, España. Está situado en la ladera sur del monte Gibralfaro. Según la delimitación oficial del ayuntamiento, limita al este con el barrio de la Cañada de los Ingleses; al sur con los barrios de La Caleta y La Malagueta, de los que lo separa el Paseo de Reding; al oeste con el Centro Histórico; y al norte con Gibralfaro.

## Edificios y lugares de interés
- Museo del Patrimonio Municipal: el MUPAM es el museo de arte e historia de la ciudad, inaugurado en 2007. Reúne una colección de más de 4.000 piezas propiedad del Ayuntamiento de Málaga, desde la creación del primer ayuntamiento en 1487 hasta la actualidad.[3]

- Casas de Félix Sáenz: son dos edificios de viviendas de estilo regionalista, diseñados por el arquitecto Fernando Guerrero Strachan y construidos en 1922. Destacan por su decoración de elementos neomudéjar y neorrenacentistas, al gusto de la época.[4]

- Escalinata de La Coracha

- Túnel de la Alcazaba: construido bajo la ladera del monte Gibralfaro y el cerro Alcazaba, el túnel comunica el barrio de Campos Elíseos con la plaza de la Merced.[5]

## Transporte

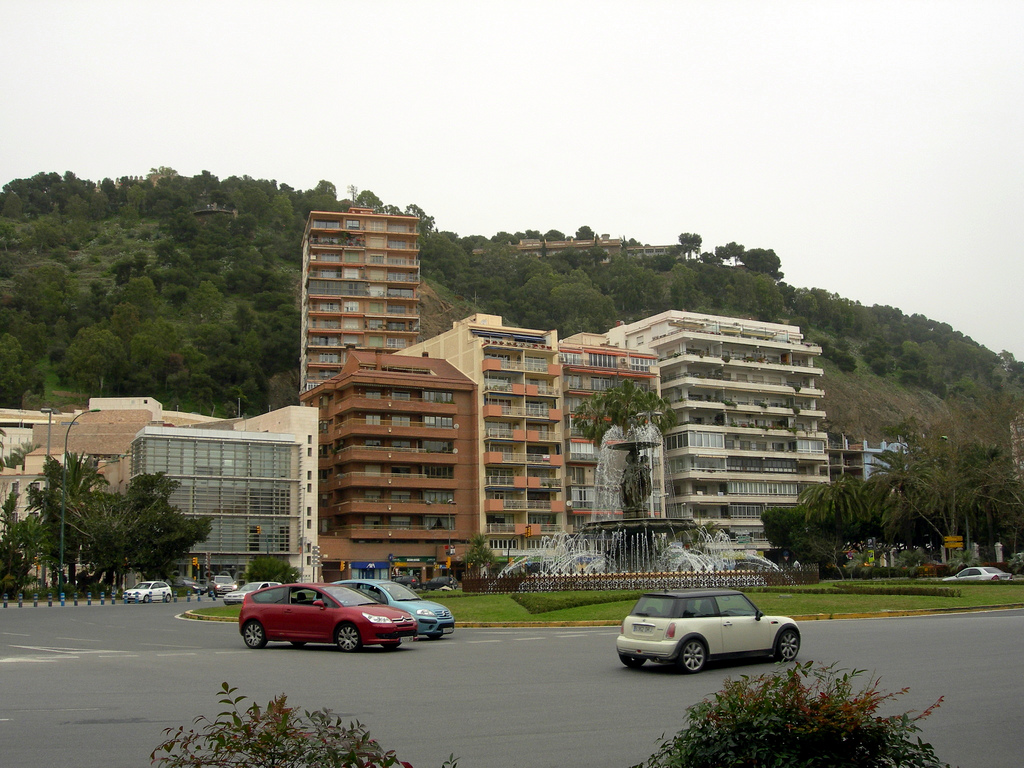
Vista de Campos Elíseos.

En autobús queda conectado mediante las siguientes líneas de la EMT: 
| Línea | Trayecto                                             | Recorrido | Frecuencia    |
| ----- | ---------------------------------------------------- | --------- | ------------- |
| C2    | Circular 2                                           | Recorrido | 11-12 minutos |
| 1     | Parque del Sur - Avda. Europa (San Andrés)           | Recorrido | 8-9 minutos   |
| 3     | Paseo del Parque - Puerta Blanca                     | Recorrido | 8 minutos     |
| 4     | Paseo del Parque - Cortijo Alto (Ciudad de Justicia) | Recorrido | 11-12 minutos |
| 11    | Alameda Principal - El Palo                          | Recorrido | 8 minutos     |
| 14    | Paseo de la Farola - Teatinos                        | Recorrido | 11 minutos    |
| 16    | Paseo del Parque - La Térmica                        | Recorrido | 12-13 minutos |
| 19    | Paseo del Parque - Aeropuerto                        | Recorrido | 30-35 minutos |
| 25    | Paseo del Parque - Santa Rosalía (Campanillas)       | Recorrido | 13-17 minutos |
| 32    | Alameda Principal - El Limonar                       | Recorrido | 16-18 minutos |
| 33    | Alameda Principal - Cerrado de Calderón              | Recorrido | 25-35 minutos |
| 34    | Alameda Principal - Pedregalejo (La Mosca)           | Recorrido | 30-35 minutos |
| 35    | Alameda Principal - Gibralfaro                       | Recorrido | 40-50 minutos |
| 37    | Alameda Principal - Altamira/Monte Dorado            | Recorrido | 25-30 minutos |
| N1    | Puerta Blanca - El Palo                              | Recorrido | 25 minutos    |